# エベリア・ペレス
エベリア・ペレス（スペイン語: Evelia Pérez、女性、1948年3月13日 - ）は、メキシコのプロレスラー。ハリスコ州シウダ・グスマン出身。母国メキシコではエステラ・モリーナ（Estela Molina）のリングネームで活動するが、覆面レスラー「インディア・アステカ」にも変身した。

## 来歴
ディアブロ・ベラスコの指導を受け、1969年にデビュー。
1975年、全日本女子プロレスに初来日、2月18日にジャンボ宮本が持つWWWA世界シングル王座に挑戦。
帰国後、エステラ・メリナを名乗り、1979年にビッキー・ウィリアムスを降し第2代UWA世界女子王座を奪取。
1986年、ジャパン女子プロレスの旗揚げにマスクウーマンのインディア・アステカとして参戦。
引退後、レフェリーに転向。CMLLにおいて世界女子タイトルマッチに欠かせぬ存在となり、メキシコ遠征時のチャパリータASARIが出場した王座決定トーナメントも裁いた。

## 得意技
- カンパーナ
- タパティア

## タイトル
- 第2代UWA世界女子王座